# Domenico Pinelli
Domenico Pinelli (Genova, 21 ottobre 1541 – Roma, 9 agosto 1611) è stato un cardinale e vescovo cattolico italiano.

## Biografia
Di nobile famiglia, era figlio di Paride Pinelli, senatore della Repubblica di Genova e di Benedetta Spinola. Nel 1562 ottenne la laurea in giurisprudenza all'Università di Padova, in cui fu professore per un anno. Tornò quindi a Genova per esercitare l'avvocatura, ma già nel 1563 si trasferì a Roma, entrando come referendario nel Supremo Tribunale della Segnatura Apostolica.
Il 14 aprile 1577 fu eletto vescovo di Fermo, nonostante non fosse ancora stato ordinato. Nel 1584 rinunciò al governo pastorale della diocesi. Fu poi nominato nunzio apostolico in Spagna, ma prima che la nomina avesse effetto fu promosso al cardinalato.
Infatti, nel concistoro del 18 dicembre 1585 papa Sisto V lo creò cardinale e il 15 gennaio dell'anno successivo ricevette il titolo di San Lorenzo in Panisperna. Il 15 gennaio 1591 optò per il titolo di San Crisogono e il 22 aprile 1602 per quello di Santa Maria in Trastevere.
Nel Giubileo del 1600 fu delegato dal papa ad aprire e chiudere la porta santa della basilica di Santa Maria Maggiore.
Il 19 febbraio 1603 optò per l'ordine dei cardinali vescovi e per la sede suburbicaria di Albano, da cui il 16 giugno dello stesso anno passò a quella di Frascati. Il 1º giugno 1605 divenne vicedecano del collegio cardinalizio ed ebbe la sede suburbicaria di Porto e Santa Rufina, finché il 7 febbraio 1607, divenuto decano, ottenne le sedi suburbicarie di Ostia e Velletri.
Partecipò a ben sei conclavi:
- a quello del 1590, che elesse papa Urbano VII;
- al secondo conclave del 1590, che elesse papa Gregorio XIV;
- a quello del 1591, che elesse papa Innocenzo IX;
- a quello del 1592, che elesse papa Clemente VIII;
- a quello del 1605, che elesse papa Leone XI;
- al secondo conclave del 1605, che elesse papa Paolo V.

Morì a Roma e fu sepolto nella basilica di Santa Maria Maggiore.

## Successione apostolica
La successione apostolica è:
- Cardinale Antonio Maria Sauli (1586)
- Vescovo Ascanio Parisi (1599)
- Vescovo Orazio Mattei (1601)
- Vescovo Stefano Spinola, C.R. (1602)
- Arcivescovo Fabio Tempestivi (1602)
- Vescovo Diodato Gentile, O.P. (1604)
- Vescovo Tomeo Confetti (1606)
- Vescovo Giovanni Antonio Bovio, O.Carm. (1607)
- Arcivescovo Anastasio Germonio (1607)